# Elecciones generales de Guyana de 2011
Las elecciones generales de Guyana de 2011 tuvieron lugar el 28 de noviembre del mencionado año, decimoterceras bajo sufragio universal y novenas desde la independencia del país, con el objetivo de renovar los 65 escaños del Parlamento unicameral, denominado Asamblea Nacional, que a su vez se encargaría de investir al presidente de la República Cooperativa para un período no mayor a cinco años. Simultáneamente, se renovaron los diez Consejos Democráticos Regionales de las distintas subdivisiones de primer orden del país.
El presidente Bharrat Jagdeo, del Partido Progresista del Pueblo (PPP), oficialista desde 1992, no podía presentarse a la reelección nuevamente debido a que ya había ejercido dos mandatos completos (tras haber finalizado el de la renunciante Janet Jagan entre 1999 y 2001) y la constitución no le permitía presentarse a un tercero. Sin embargo, continuó siendo líder del PPP y respaldó la candidatura del diputado Donald Ramotar. El principal partido de la oposición, el Congreso Nacional del Pueblo (PNC), liderado por Robert Corbin, configuró una alianza con varios partidos minoritarios de izquierda, denominada Alianza por la Unidad Nacional (ANU), que luego cambió su nombre a Una Asociación para la Unidad Nacional (APNU), la primera coalición electoral de importancia en la historia del país. Ante el mal desempeño electoral de Corbin en las elecciones de 2006, la alianza presentó la candidatura del militar retirado David Granger, también del PNC. El tercer partido más grande del país, la Alianza para el Cambio (AFC), que había tenido un buen desempeño como tercera fuerza en la anterior elección, presentó a Khemraj Ramjattan, en detrimento de su líder Raphael Trotman, quien fue su compañero de fórmula. La cuarta y última candidatura fue la de La Fuerza Unida (TUF), que presentó a Peter Persaud para la presidencia, siendo el partido liderado por Manzoor Nadir. Debido a esto, por primera vez en la historia de Guyana, ninguno de los cuatro candidatos presidenciales era líder del partido que lo presentaba.
El día de la elección, 28 de noviembre, fue declarado día de fiesta nacional y tropas militares patrullaron las calles para prevenir la violencia que había caracterizado elecciones anteriores. El PPP fue por quinta vez el partido más votado con el 48.60% de los sufragios contra el 40.81% que logró la coalición liderada por el PNC, el 10.32% de la AFC, y el solo 0.26% que obtuvo La Fuerza Unida. La participación alcanzó el 72.92% del electorado registrado, un poco más alta que la anterior. El resultado permitió la elección de Ramotar como presidente de la república para el período 2011-2016. Sin embargo, por primera vez desde la década de 1990 el PPP fracasó en asegurarse una mayoría absoluta con solo 32 de los 65 escaños, uno por debajo de lo requerido. El PNC obtuvo 26 escaños y la AFC 7, por lo que unida la oposición gozaba de un cuórum de 33 bancas. Fue además la primera elección desde su fundación en 1960 en la que La Fuerza Unida fracasaba en logar al menos un escaño de representación parlamentaria. Ramotar anunció la formación de un gobierno minoritario, el primero en la historia de Guyana.

## Resultados
|  | 48.60 % |

|  | 40.81 % |

|  | 10.32 % |

|  | 0.26 % |

|  | 98.71 % |

|  | 1.29 % |

|  | 100.00 % |

|  | 72.92 % |

## Consecuencias
El PPP ganó por quinta vez consecutiva, pero con un gobierno minoritario. El candidato de PPP Donald Ramotar fue elegido Presidente, pero los partidos de oposición ganaron la mayoría absoluta en la Asamblea Nacional.